# Артаксеркс III
Артаксеркс III (на персийски: اردشير يکم; Artaxšaça – „властващият праведно“) е владетел (Велик цар) на Ахеменидска Персия от 358 до 338 пр.н.е.

## Произход
Артаксеркс III, с истинско име Ох, е трети син на Артаксеркс II и царица Статира.

## Управление
Артаксеркс III идва на трона след серия от интриги, в които единият от по-големите му братя е убит заради заговор срещу баща си, а друг се самоубива. Веднага след възкачването си Артаксеркс III провежда чистка сред персийската аристокрация. За един ден екзекутира 80 от своите полубратя, за да осуети евентуален опит за узурпация. През управлението си опитва да възстанови авторитета на царската власт и да стабилизира Персийската империя.
Все още не бил потушен големият бунт на сатрапите, започнал при Артаксеркс II. От десетилетия продължавало и въстанието на местното население в Северозападен Египет. Първоначално Артаксеркс III се справя с въстания в Мала Азия и Сирия от 356 до 352 пр.н.е., както и с нахлувания през границата. Заповядва на всички сатрапи в Мала Азия да разпуснат армиите си. Не се подчинява единствено Артабаз, сатрап на Хелеспонтийска Фригия и върховен главнокомандващ на цялата малоазийска армия. Към него се присъединява сатрапът на Мизия Оронт. Въстанието е подкрепено и с атинска войска под предводителството на Харес, но Артаксеркс заплашва с нападение над Елада и войската е отзована, а Атина признава независимостта на Хиос, Кос, Родос и Бизантион. През 352 г. пр.н.е. въстанието е потушено. Артабаз бяга при македонския цар Филип II, а Оронт се предава.
От 349 до 344 пр.н.е. избухва въстание във Финикия подкрепено от Египет. След първия неуспешен поход през 351 пр.н.е., Артаксеркс III провежда успешна инвазия в Египет, където персийската власт е възстановена през 343 пр.н.е.
До края на живота си Артаксеркс III успява да възстанови границите на империята в почти пълния ѝ размер. Постига контрол над източната част на Средиземно море и над много от островите от Атинската морска империя. Полага усилия за потискане възхода на Македонското царство. В 341/340 г. пр.н.е. подпомага финалния опит на тракийски цар Керсеблепт в борбата за запазване на независимостта на неговото Одриско царство, както и на полиса Перинт, чрез въоръжаване на армия срещу домогванията на цар Филип II Македонски. В края на царуването си Филип II се опитва да подготви инвазия срещу Персия, но не е подкрепен от Атина.
За разлика от повечето си предшественици Артаксеркс III имал силна воля, бил енергичен, но и жесток. Трудно се поддавал на интригите в харема, проявявал стиснатост и бил безмилостен в наказанията, което довежда до заговор от страна на придворните. Артаксеркс III е отровен в резултат на дворцовия заговор на евнуха Багоа. На трона е поставен Арсес.

## Личен живот
За Артаксеркс III се е знаело, че от различни жени и наложници е имал повече от 115 синове, повечето убити след смъртта му. През Античността се шири слух, че му е предлагана за жена една от дъщерите на македонския цар, която царят върнал на баща ѝ, заради лошия ѝ дъх. Едно мнение обаче внушава, че била бременна от него с бъдещия Александър Велики, което му давало правата над титлата шахиншах на Персия.